# These Are My Roots: Clifford Jordan Plays Leadbelly
| Recensione | Giudizio |
| ---------- | -------- |
| AllMusic   | [ 1 ]    |

These Are My Roots: Clifford Jordan Plays Leadbelly è un album discografico di Clifford Jordan, pubblicato dalla casa discografica Atlantic Records nel settembre del 1965.

## Tracce
Lato A
1. Dick's Holler – 4:52 (Huddie Ledbetter, John A. Lomax, Alan Lomax) – Registrato il 1º febbraio 1965 a New York
2. Silver City Bound – 2:39 (Huddie Ledbetter, Alan Lomax) – Registrato il 1º febbraio 1965 a New York
3. Take This Hammer – 4:19 (Huddie Ledbetter) – Registrato il 17 febbraio 1965 a New York
4. Black Betty – 2:59 (Huddie Ledbetter) – Registrato il 17 febbraio 1965 a New York
5. The Highest Mountain – 4:13 (Clifford Jordan) – Registrato il 1º febbraio 1965 a New York

Lato B
1. Goodnight Irene – 4:29 (Huddie Ledbetter, John A. Lomax) – Registrato il 17 febbraio 1965 a New York
2. De Gray Goose – 2:38 (Huddie Ledbetter, John A. Lomax, Alan Lomax) – Registrato il 1º febbraio 1965 a New York
3. Black Girl – 4:21 (Huddie Ledbetter) – Registrato il 17 febbraio 1965 a New York
4. Jolly O the Ransom – 2:22 (Huddie Ledbetter) – Registrato il 1º febbraio 1965 a New York
5. Yellow Gal – 4:27 (Huddie Ledbetter, Alan Lomax) – Registrato il 17 febbraio 1965 a New York

## Musicisti
- Clifford Jordan - sassofono tenore
- Roy Burrowes - tromba (eccetto brano: Goodnight Irene)
- Julian Priester - trombone (eccetto brano: Silver City Bound)
- Chuck Wayne - banjo
- Cedar Walton - pianoforte
- Richard Davis - contrabbasso
- Albert Heath - batteria

Note aggiuntive dal retrocopertina dell'album originale:
- Chuck Wayne non si sente su: The Highest Mountain e Jolly O the Ransom
- Cedar Walton non si sente su: De Gray Goose
- Chuck Wayne e Cedar Walton non si sentono su: Black Betty, Take This Hammer, Black Girl e Yellow Gal
- Su Silver City Bound, il personale è composto da:
- Clifford Jordan - sassofono tenore
- Roy Burrowes - tromba
- Chuck Wayne - banjo
- Richard Davis - contrabbasso
- Al Heath - batteria
- Su Goodnight Irene, il personale è composto da:
- Clifford Jordan - sassofono tenore
- Julian Priester - trombone
- Chuck Wayne - banjo
- Richard Davis - contrabbasso
- Al Heath - batteria
- Sandra Douglass - voce (solo nei brani: Take This Hammer e Black Girl)
- Nesuhi Ertegun - supervisore e produttore
- Phil Iehle - ingegnere delle registrazioni
- Haig Adishian - design copertina
- Nat Hentoff - note di retrocopertina[3]